# Fly 2
Fly 2 è un singolo dei cantanti russi Zivert e Niletto, pubblicato il 22 maggio 2020.

## Descrizione
Si tratta di una versione alternativa di Fly, traccia contenuta nel primo album in studio di Zivert Vinyl #1.

## Video musicale
Il video musicale è stato reso disponibile il 22 maggio 2020, in concomitanza con l'uscita del brano.

## Tracce
Testi e musiche di Zivert, Niletto, Bogdan Leonovič e Kirill Gud.
1. Fly 2 – 3:25

## Classifiche

### Classifiche settimanali
| Classifica (2020) | Posizione massima |
| ----------------- | ----------------- |
| Russia            | 33                |
| Ucraina           | 73                |

### Classifiche di fine anno
| Classifica (2020) | Posizione |
| ----------------- | --------- |
| Russia            | 173       |